# Hasenbuck (metrostation)
Hasenbuck is een metrostation in de wijk Gibitzenhof van de Duitse stad Neurenberg. Het station werd geopend op 18 juni 1974 en wordt bediend door lijn U1 van de metro van Neurenberg.